# Donald Boal
Donald Gordon "Don" Boal (ur. 20 września 1907 w Toronto, zm. 31 lipca 1953 w Ottawie) – kanadyjski wioślarz, brązowy medalista olimpijski.
Wystąpił na igrzyskach olimpijskich w Los Angeles w 1932, gdzie Kanadyjczycy w składzie: Earl Eastwood, Joseph Harris, Stanley Stanyar, Cedric Liddell, Harry Fry, William Thoburn, Donald Boal, Albert Taylor i George MacDonald (sternik) zdobyli brązowy medal w ósemkach. W finale o 2,8 sekundy wyprzedziła ich osada Stanów Zjednoczonych, a o 2,6 sekundy Włosi. Na rozgrywanych cztery lata później igrzyskach olimpijskich w Berlinie został zgłoszony do startu w ósemkach, jednak ostatecznie nie wystartował.
Ponadto na igrzyskach Imperium Brytyjskiego w Hamilton w 1930 również zdobył brązowy medal w tej konkurencji.
Po zakończeniu kariery był trenerem. W trakcie II wojny światowej służył w Canadian Provost Corps, wojsko opuścił w stopniu sierżanta.
Boal zginął w wypadku samochodowym w 1953. Pracował wtedy na Uniwersytecie Ottawskim jako trener.